# Лимбах-бай-Нойдау
Лимбах-бай-Нойдау (нем. Limbach bei Neudau) — коммуна (нем. Gemeinde) в Австрии, в федеральной земле Штирия. 
Входит в состав округа Хартберг.  Население составляет 334 человека (на 31 декабря 2005 года). Занимает площадь 7,71 км². Официальный код  —  60 718.

## Политическая ситуация
Бургомистр коммуны — Йохан Гмозер (АНП) по результатам выборов 2005 года.
Совет представителей коммуны (нем. Gemeinderat) состоит из 9 мест.
- АНП занимает 7 мест.
- СДПА занимает 2 места.